# Crazy (песня Aerosmith)
| Оценки критиков | Оценки критиков                                                                    |
| Источник        | Оценка                                                                             |
| --------------- | ---------------------------------------------------------------------------------- |
| AllMusic        | 1,5 из 5 звёзд · 1,5 из 5 звёзд · 1,5 из 5 звёзд · 1,5 из 5 звёзд · 1,5 из 5 звёзд |

«Crazy» — песня американской группы Aerosmith.
Клип к этой песне был третьим из трёх клипов группы Aerosmith («Cryin’», «Amazing», «Crazy»), в котором снялась Алисия Силверстоун). Снял все три клипа режиссёр Майкл Коллнер (англ. Michael Callner). В роли её подруги снялась дочь вокалиста группы Лив Тайлер.
В клипе «Crazy» Силверстоун и Тайлер играют девушек, ведущих «сумасшедший» образ жизни, которые, путешествуя, попадают в разные интересные ситуации, в частности, обманным путём оставляют без штанов деревенского парня.

## Список композиций
| №  | Название                  | Длительность |
| -- | ------------------------- | ------------ |
| 1. | «Crazy» (Edit)            | 4:03         |
| 2. | «Crazy» (Orchestral Edit) | 4:03         |

## Чарты

### Итоговые чарты за год
| Чарт (1994)             | Наив. поз. |
| ----------------------- | ---------- |
| США (Billboard Hot 100) | 68         |